# Романов, Михаил Борисович
Михаи́л Бори́сович Рома́нов (14 января 1951, Ленинград — 18 августа 2019, Санкт-Петербург) — советский и российский  трубач и музыкальный педагог, артист ЗКР АСО и АСО Ленинградской (в настоящее время Санкт-Петербургской) филармонии, доцент Санкт-Петербургской государственной консерватории имени Н. А. Римского-Корсакова. Заслуженный артист Российской Федерации (1997).

## Биография
Михаил Романов начал заниматься музыкой в возрасти одиннадцати лет в самодеятельном оркестре Дома культуры имени В. И. Ленина. С двенадцати лет он начал заниматься в детской музыкальной школе Невского района Ленинграда. 
В 1970 году Романов окончил музыкальное училище имени Н. А. Римского-Корсакова по классу М. Н. Свешникова, а в 1975 году — Ленинградскую консерваторию им. Н. А. Римского-Корсакова по классу Ю. А. Большиянова.
С 1970 по 1972 год Романов играл в сценическом оркестре театра оперы и балета имени Кирова, с 1972 по 1974 был солистом оперной студии Ленинградской консерватории. 
В 1974—1977 годах он играл в АСО Ленинградской филармонии. 
С 1977 года Михаил Романов являлся регулятором группы труб ЗКР АСО Ленинградской филармонии.
В 1997 году ему было присвоено звание Заслуженный артист Российской Федерации . 
С 2003 года Романов преподавал в Санкт-Петербургской консерватории, являлся доцентом этого учебного заведения .
Михаил Романов погиб 18 августа 2019 года в результате падения с балкона многоэтажного дома .